# Toxidroom
| Symptomen           | Bloeddruk | Hartslag | Ademhaling | Temperatuur | Pupilgrootte | Darmgeluiden | Zweten |
| ------------------- | --------- | -------- | ---------- | ----------- | ------------ | ------------ | ------ |
| anticholinergisch   | ↑         | ↑        | ↑          | ↑           | ↑            | ↓            | ↓      |
| cholinergisch       | ~         | ~        | ~          | ~           | ↓            | ↑            | ↑      |
| hallucinogenen      | ↑         | ↑        | ↑          | ~           | ↑            | ↑            | ~      |
| sympathicomimetisch | ↑         | ↑        | ↑          | ↑           | ↑            | ↑            | ↑      |
| sedatief/hypnotisch | ↓         | ↓        | ↓          | ↓           | ~            | ↓            | ↓      |

Een toxidroom (een samentrekking van toxisch en syndroom ) is een syndroom dat wordt veroorzaakt door een gevaarlijke hoeveelheid toxine in het lichaam. Deze toxines komen voor in verschillende middelen bijvoorbeeld drugs, medicatie of planten. De term werd in 1970 bedacht door Mofenson en Greensher.
Veel voorkomende kenmerken (symptomen) van een toxidroom zijn duizeligheid, verwardheid (desoriëntatie), misselijkheid, braken en zweten. Toxidromen kunnen worden verdeeld in verschillende groepen, ook wel de "Klassieke" toxidromen genoemd. Door de verschillende symptomen kan worden vermoed om welke toxine het gaat en kan behandeling daarop worden toegepast. Niet altijd zijn toxidromen zo goed te onderscheiden. Dit komt omdat er soms sprake is van inname van verschillende middelen, waardoor sommige symptomen worden opgeheven.

## Anticholinergisch syndroom
De symptomen van een anticholinergisch toxidroom zijn onder meer wazig zien, coma, verminderde darmgeluiden, verwardheid, droge huid, koorts, blozen, hallucinaties, geen of weinig darmpassage (ileus), geheugenverlies, verwijde pupillen (mydriase), spiertrekkingen (myoclonus), psychose, toevallen (epileptische insulten) en niet kunnen plassen (urineretentie). Complicaties zijn onder meer hoge bloeddruk (hypertensie), verhoogde lichaamstemperatuur (hyperthermie) en snelle hartslag (tachycardie). Stoffen die dit toxidroom kunnen veroorzaken werken op het anticholinergisch  zijn onder meer antihistaminica, antipsychotica, antidepressiva, antiparkinsonmiddelen en sommige planten (datura).

## Cholinergisch syndroom
De symptomen van een cholinergisch toxidroom zijn onder meer  verwardheid, toegenomen darmpassage (diarree), zweten, braken, tranenvloed, kleine pupillen (miosis), spiertrekkingen (fasciculaties), speekselvloed, toevallen, toegenomen drang om te plassen en spierzwakte. Complicaties zijn onder meer een vertraagde hartslag (bradycardie), verlaagde lichaamstemperatuur (hypothermie) en versnelde ademhaling (tachypneu). Stoffen die dit toxidroom kunnen veroorzaken zijn onder meer bestrijdingsmiddelen (carbamaten en organofosfaten) en paddenstoelen.

## Hallucinogeen
De symptomen van een hallucinogeen toxidroom zijn verwardheid, hallucinaties, hyperactieve darmgeluiden, paniek en toevallen. Complicaties zijn onder meer hoge bloeddruk (hypertensie), snelle hartslag (tachycardie) en snelle ademhaling (tachypneu). Stoffen die dit toxidroom kunnen veroorzaken, zijn onder meer amfetamine, cocaïne en fencyclidine .

## Sympathicomimetisch
De symptomen van een sympathicomimetisch toxidroom zijn angst, waanideeën, zweten, toegenomen reflexen, wijde pupillen (mydriasis), paranoia, kippenvel en toevallen (epileptische insulten). Complicaties zijn onder meer hoge bloeddruk (hypertensie) en snelle hartslag (tachycardie) . Stoffen die dit toxidroom kunnen veroorzaken, zijn onder meer cocaïne, amfetamine en efedrine, ephedra, methamfetamine, fenylpropanolamine (PPA) en pseudo- efedrine. Salbutamol, een bronchodilatator, kan ook dit toxidroom veroorzaken. Er zijn veel overeenkomsten met het anticholinergisch toxidroom, ze verschillen met name door de hyperactieve darmgeluiden en het zweten.

## Sedatief/hypnotiserend
De symptomen van een sedatief/hypnotiserend toxidroom zijn ataxie, wazig zicht, coma, verwardheid, delier, dubbelzien, veranderde tastzin/gevoel (paresthesie), hallucinaties, nystagmus, verminderd bewustzijn (sedatie), praten met "dubbele tong" en stupor. Een verminderde ademhaling (apneu) kan hierbij voorkomen.
Stoffen waarbij een sedatief/hypnotiseren toxidroom kunnen voorkomen zijn anti-epileptica, barbituraten, benzodiazepinen, GHB en alcohol of andere ethanolen. Merendeel van de middelen voorkomen toevallen (epileptische insulten), echter kunnen GHB en methaqualon juist toevallen veroorzaken.

## Opiaat
De symptomen van een opiaattoxidroom omvatten de klassieke combinatie van coma, zeer kleine pupillen (pinpoint pupillen) en ademhalingsdepressie. Ook komen een veranderd bewustzijn, shock en longoedeem voor. Complicaties zijn onder meer een trage hartslag (bradycardie), lage bloeddruk (hypotensie) en lage lichaamstemperatuur (hypothermie). Stoffen die dit toxidroom kunnen veroorzaken, zijn opioïden (onder andere heroïne, methadon en oxycodon).